# Lista de membros titulares da Academia Brasileira de Ciências empossados em 2017
Esta lista contém os nomes dos membros titulares da Academia Brasileira de Ciências empossados em 2017.
| Imagem | Nome                                   | Datas de nascimento e falecimento | Local de nascimento | Área de especialização | Alma mater                   | Data de posse      | Conhecido por | Referências |
| ------ | -------------------------------------- | --------------------------------- | ------------------- | ---------------------- | ---------------------------- | ------------------ | --- | ----------- |
|        | Álvaro Penteado Crósta                 | 07 de agosto de 1954              |                     | Ciências da Terra      | USP                          | 09 de maio de 2017 | | [ 2 ]       |
|        | Ana Claudia Latronico                  | 28 de março de 1964               |                     | Ciências da Saúde      | FCMS                         | 09 de maio de 2017 | | [ 3 ]       |
|        | Antonio José Roque da Silva            | 23 de março de 1964               |                     | Ciências Físicas       | UNICAMP                      | 09 de maio de 2017 | Diretor do LNLS (2009 - 2018). Chefe do projeto de construção do acelerador síncrotron Sirius. Diretor-geral do CNPEM (2018 - ). | [ 4 ]       |
|        | Carlos Roberto de Souza Filho          | 06 de setembro de 1965            |                     | Ciências da Terra      | UFOP                         | 09 de maio de 2017 | | [ 5 ]       |
|        | Concepta Margaret McManus Pimentel     | 15 de fevereiro de 1953           | Irlanda             | Ciências Agrárias      | es:University College Dublin | 09 de maio de 2017 | | [ 6 ]       |
|        | Edilberto Rocha Silveira               | 13 de outubro de 1951             |                     | Ciências Químicas      | UFC                          | 09 de maio de 2017 | | [ 7 ]       |
|        | Luiz Renato Gonçalves Fontes           | 03 de junho de 1960               |                     | Ciências Matemáticas   | USP                          | 09 de maio de 2017 | | [ 8 ]       |
|        | Marie-Anne Van Sluys                   | 03 de setembro de 1961            |                     | Ciências Biológicas    | UERJ                         | 09 de maio de 2017 | | [ 9 ]       |
|        | Norberto Peporine Lopes                | 19 de abril de 1968               |                     | Ciências Químicas      | USP                          | 09 de maio de 2017 | | [ 10 ]      |
|        | Pedro Fernando da Costa Vasconcelos    | 16 de abril de 1957               |                     | Ciências Biomédicas    | UFPA                         | 09 de maio de 2017 | | [ 11 ]      |
|        | Rita de Cassia Aleixo Tostes Passaglia | 11 de setembro de 1967            |                     | Ciências Biomédicas    | USP                          | 09 de maio de 2017 | | [ 12 ]      |
|        | Ronald Cintra Shellard                 | 22 de julho de 1948               |                     | Ciências Físicas       | USP                          | 09 de maio de 2017 | | [ 13 ]      |
|        | Valmir Carneiro Barbosa                | 27 de fevereiro de 1958           |                     | Ciências da Engenharia | UFRJ                         | 09 de maio de 2017 | | [ 14 ]      |
|        | Yvonne Maggie de Leers Costa Ribeiro   | 21 de setembro de 1944            |                     | Ciências Sociais       | UFRJ                         | 09 de maio de 2017 | Foi orientada por Roberto DaMatta e Peter Fry                                                                                    | [ 15 ]      |